# Hyalostola
Hyalostola là một chi bướm đêm thuộc phân họ Drepaninae.